# Carcelia sexta
Carcelia sexta är en tvåvingeart som beskrevs av Baranov 1931. Carcelia sexta ingår i släktet Carcelia och familjen parasitflugor.
Artens utbredningsområde är Taiwan. Inga underarter finns listade i Catalogue of Life.